# Annaberg (Sulzbach-Rosenberg)
Der Annaberg mit seiner St.-Anna-Kirche ist ein Wallfahrtsort in Sulzbach-Rosenberg.

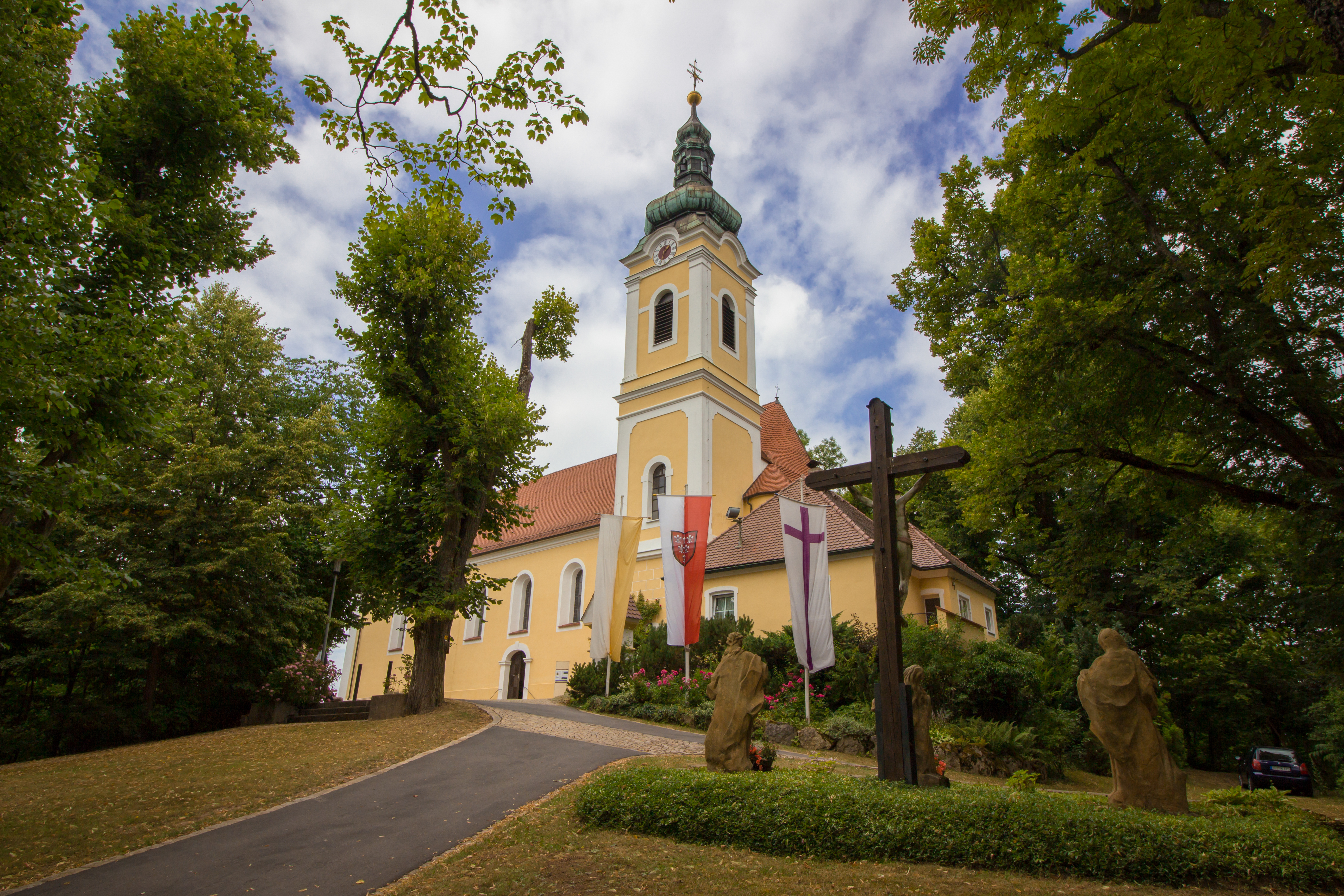
St.-Anna-Kirche in Sulzbach-Rosenberg (Außenansicht)

## Geschichte

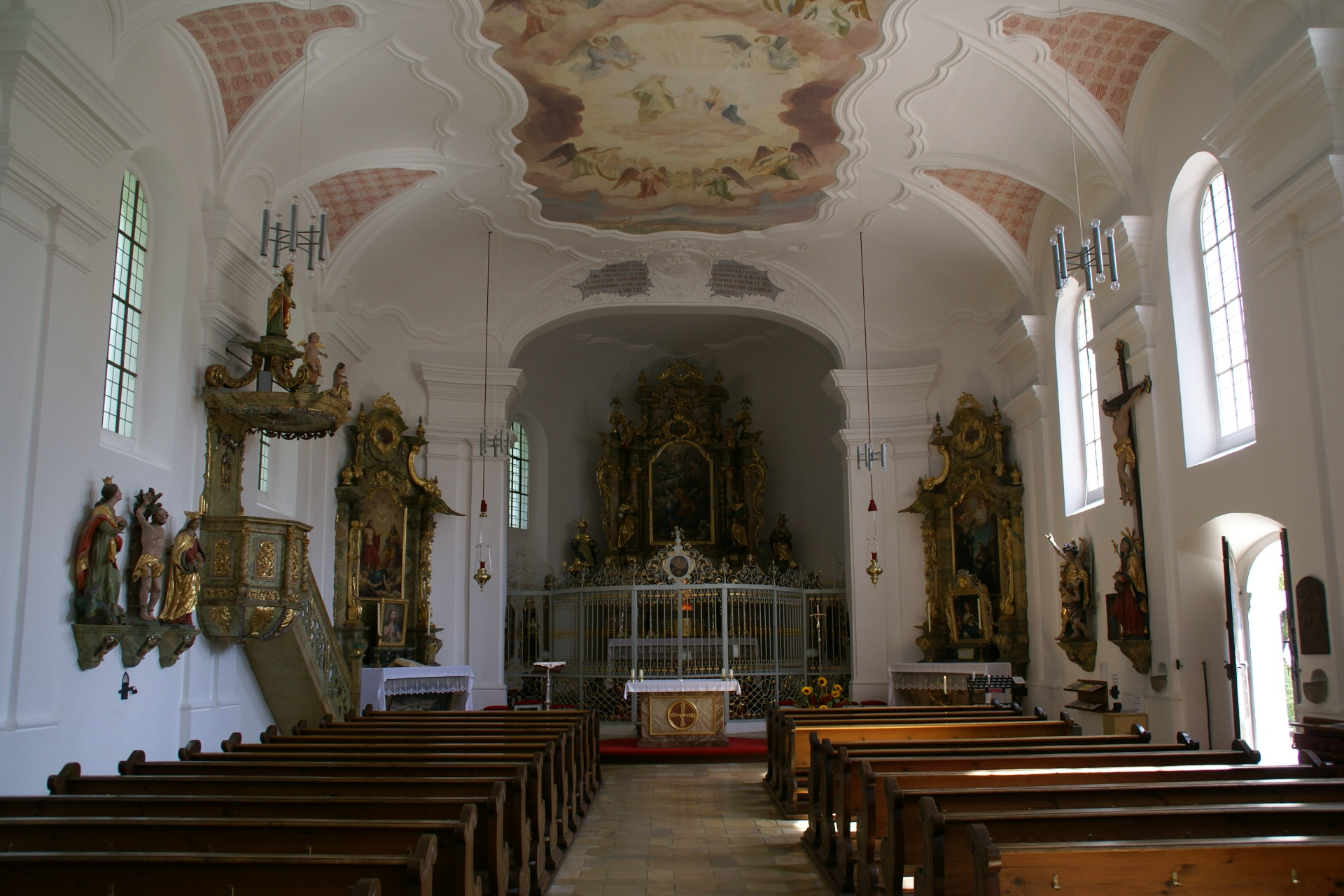
Innenraum der Kirche

1656 ließ der damalige Landesherr Pfalzgraf Christian August eine kleine Holzkapelle bauen. Diese wurde 1676 durch einen Steinbau ersetzt.  Mit dessen Ausbau zu einer Kirche wurde 1787 begonnen. 1903 wurde mit der Verlängerung des Kirchenschiffs begonnen, wobei der barocke Turm entstand. 1956 wurde der Barock-Innenraum geschaffen und das Langhausdeckenfresko Salve Regina (Maria von Engeln gekrönt über Heiligen und König David) von dem Münchner Kunstmaler Josef Wittmann, Maler des Neubarocks, gemalt, von ihm signiert und datiert. Vier Gruppen singender Engel, Anna Selbdritt in Glorie mit musizierenden Engeln über der Ortsansicht. Der Entwurf zu diesem Fresko ist erhalten und befindet sich mit seinen Entwürfen zur kirchlichen Malerei im Diözesanmuseum Regensburg.

## Weitere Bauten

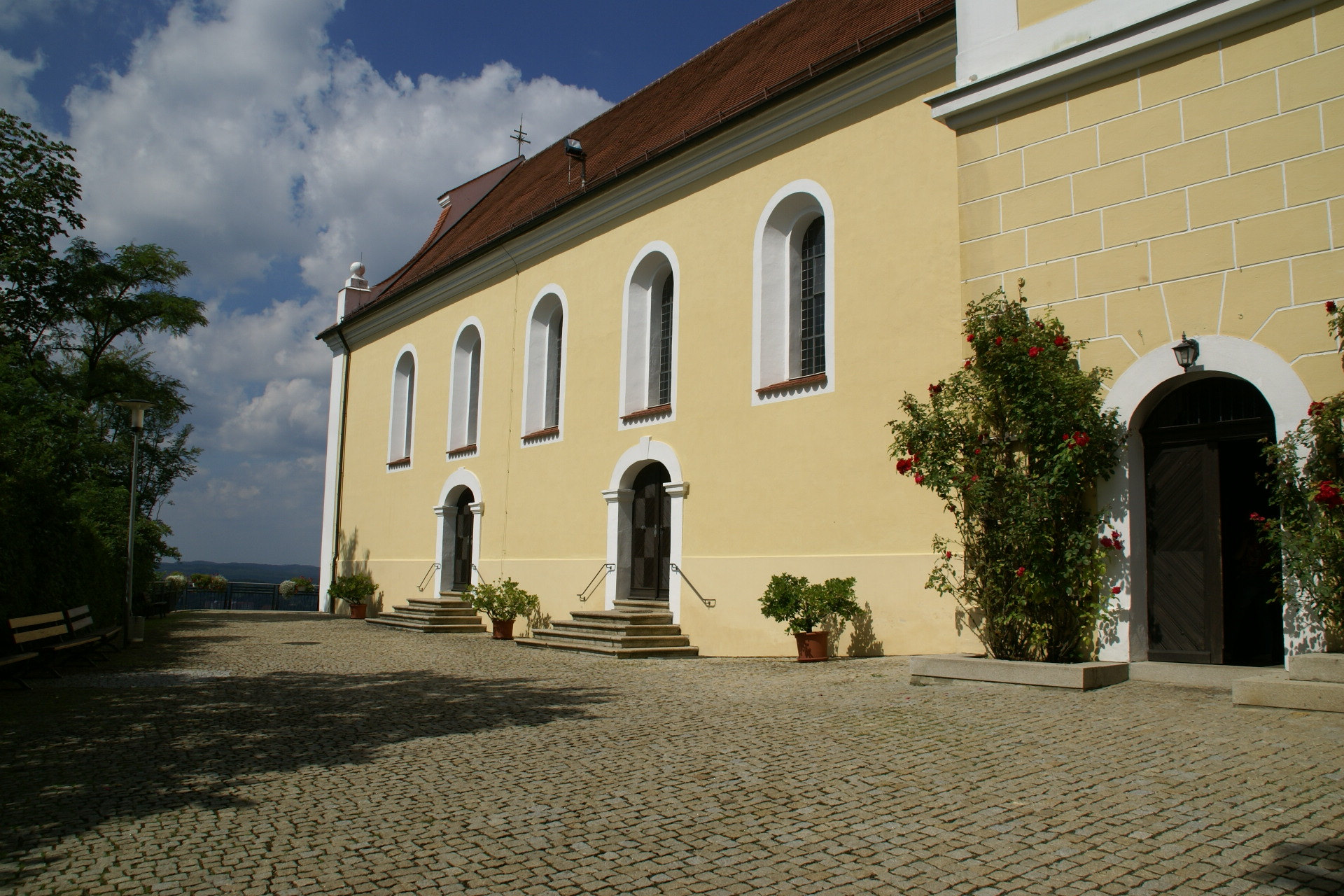
Kirchenschiff und Eingang zur Lourdesgrotte

Zum Ensemble auf dem Annaberg gehören außerdem die Lorettokapelle, die Lourdesgrotte, die Eremitenklause und der Kreuzweg.

## Annabergfest
Ende Juli wird alljährlich eine Bergfestwoche ausgerichtet, zu der sich zahlreiche Gläubige und Wallfahrtspilger einfinden. Ein ökumenischer Gottesdienst im Rahmen der ansonsten katholischen Wallfahrtswoche hat eine lange Tradition.